# Anthem for the Year 2000
«Anthem for the Year 2000» es el primer sencillo de la banda australiana de rock alternativo Silverchair en su tercer álbum Neon Ballroom.
La canción alcanzó el número 3 en el Australian ARIA Singles Chart, pero no hizo # 1 como los primeros sencillos de sus discos anteriores, Tomorrow de Frogstomp lanzada en 1995 y Freak de Freak Show lanzada en 1997.

## Posiciones
| Lista (1999)                          | Posición |
| ------------------------------------- | -------- |
| Australian Singles Chart              | 3        |
| Canadian Rock/Alternative Chart       | 6        |
| New Zealand Singles Chart             | 8        |
| UK Singles Chart                      | 118      |
| U.S. Billboard Mainstream Rock Tracks | 15       |
| U.S. Billboard Modern Rock Tracks     | 12       |